# Diekirch
Diekirch (lussemburghese: Dikrech) è un comune del Lussemburgo  nord-orientale con lo status di città. È il capoluogo del cantone e del distretto omonimi. Si trova sulle sponde del fiume Sûre (o Sauer).
Nel 2001, la città di Diekirch, capoluogo del comune che si trova nella parte meridionale del suo territorio, aveva una popolazione di 6 068 abitanti. Diekirch è stata la prima città del Lussemburgo ad avere un'isola pedonale, nel 1977.
Nella città ha sede una distilleria omonima. Ci sono anche due scuole superiori, il Lycée classique de Diekirch (liceo classico) e il Lycée technique hotelier Alexis Heck (l'equivalente di un istituto alberghiero italiano). La città ospita il Museo nazionale di storia militare, per gran parte incentrato sul ruolo assunto dalla città nell'offensiva delle Ardenne, durante la II guerra mondiale.
Nella città ha sede uno dei sei quartieri generali della polizia granducale.

## Monumenti e luoghi d'interesse
La città di Diekirch ospita diversi monumenti di interesse storico e culturale: 
- Il Deiwelselter ("Altare del Diavolo") è un monumento megalitico risalente al II millennio a.C., restaurato nel XIX secolo. È accessibile tramite sentieri escursionistici.[1]

- Il Parc municipal ospita varie opere commemorative, tra cui il memoriale dei rifugiati della Seconda guerra mondiale (1981), il monumento a Paul Eyschen (1961), il memoriale statunitense per la liberazione (1984) e cinque pilastri dedicati ai cantoni del distretto di Diekirch.[2]

- Il Castello Wirtgen, costruito nel 1825, è un edificio neoclassico oggi sede della scuola di musica. L'edificio non è aperto regolarmente al pubblico.[3]

- La Casa della Cultura, ricavata da un antico presbiterio del 1754, ospita mostre temporanee, eventi artistici e attività culturali.[4]
- Il Municipio di Diekirch, un edificio storico, sede municipale della città.

## Mascotte
La mascotte della città è l'asino. C'è una fontana che rappresenta un asino nel centro della città. Ogni anno la cavalcata annuale (una processione organizzata per Carnevale) si tiene sotto il segno dell'asino.

## Amministrazione

### Gemellaggi
- Arlon
- Liberty
- Monthey, dal 1954

## Galleria d'immagini

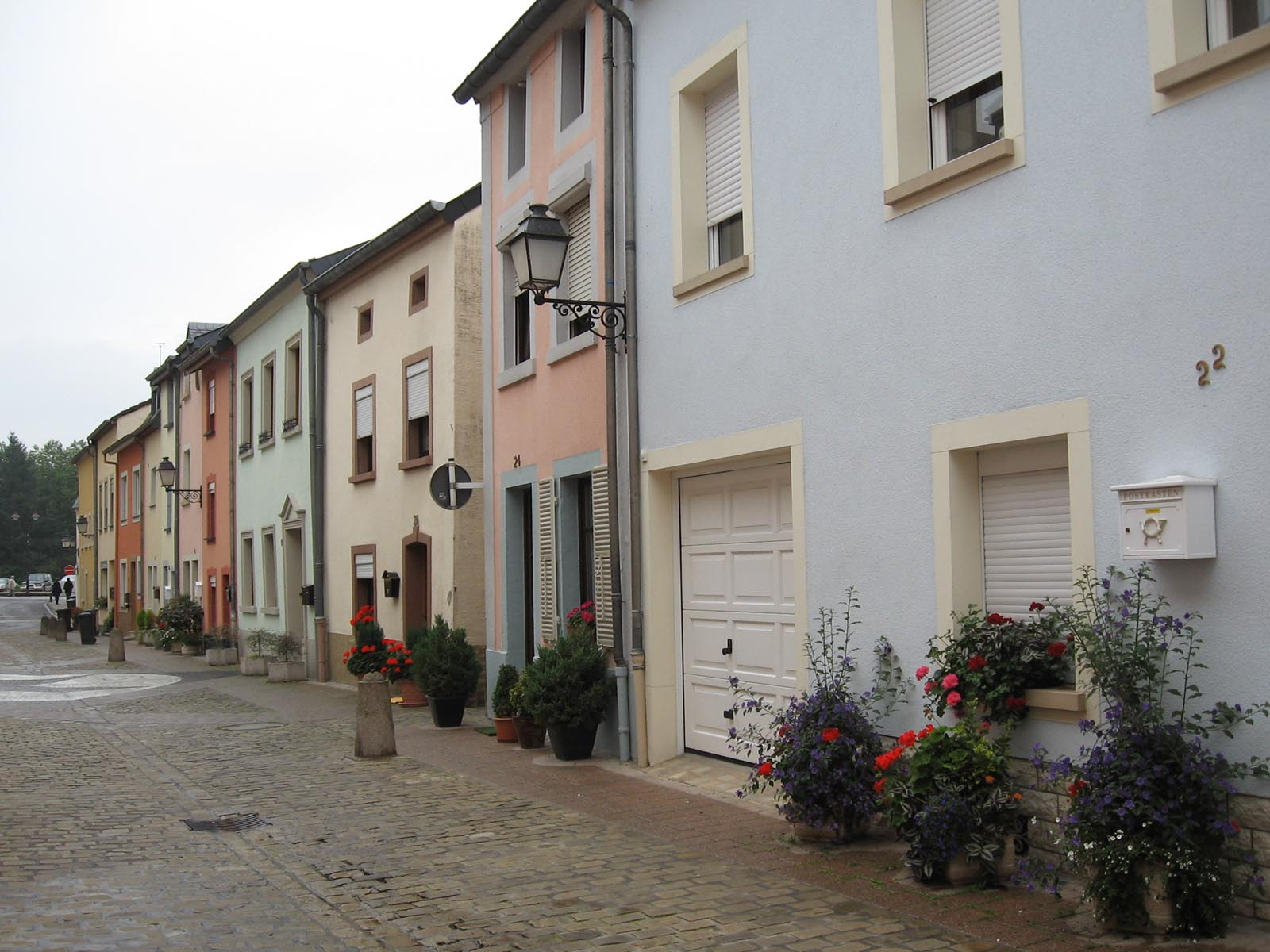
Una strada della cittadina
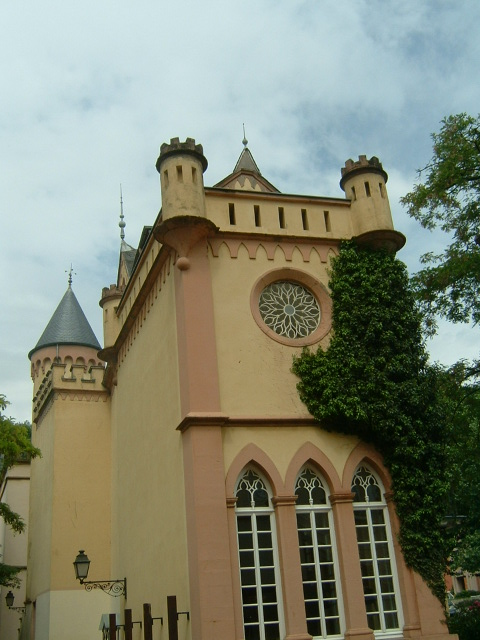
Castello di Wirtgen (oggi liceo musicale)